# Aethes larissae
Aethes larissae is een vlinder uit de familie van de bladrollers (Tortricidae). De wetenschappelijke naam van de soort werd voor het eerst geldig gepubliceerd in 2021 door Budashkin en Richter.

## Voorkokmen
De soort is endemisch in Noord-Macedonië.